# Copelatus distinguendus
Copelatus distinguendus är en skalbaggsart som beskrevs av Régimbart 1903. Copelatus distinguendus ingår i släktet Copelatus och familjen dykare. Inga underarter finns listade i Catalogue of Life.